# 시베리아 얼음 행군
시베리아 얼음 행군(러시아어:Великий Сибирский Ледяной поход, 벨리키 시비르스키 레댜노이 포코드)는 러시아 내전 당시였던 1920년 1~2월 동안 블라디미르 카펠이 이끄는 백군이 바이칼호를 건너 후퇴한 사건이다.
백군의 알렉산드르 콜차크가 처형당한 이후, 카펠은 남은 병사들을 이끌고 시베리아 횡단 철도를 따라 동쪽으로 후퇴한다. 바이칼호에 다다랐을 때 적군은 이미 맹렬한 기세로 추격하고 있었다. 마침 바이칼 호가 얼어 있었으므로 그들은 바이칼 호를 건너 중국 방향으로 후퇴하기로 결심한다. 이때 따르던 백군의 수는 3만 명이었으며, 그들의 식솔들과 러시아 제국의 금은보화도 함께 딸려 있었다.
광활한 바이칼 호수에는 시베리아의 차가운 바람이 끊임없이 불어 왔으며, 이당시 바이칼 호수의 기온은 영하 40도를 밑돌 정도의 강추위였으므로 그곳 토박이들도 놀랄 정도의 강추위였던 탓에 많은 수가 이를 견디지 못하고 얼어 죽었다. 이들의 시체는 겨울 동안 바이칼 호 위에 남아 있었다. 봄이 오자 언 시체들과 그들이 함께 가져왔던 보물들은 빙판이 녹으면서 1,600미터 깊이의 호수 밑으로 가라앉았다.